# Marcus Plautius Silvanus (Prätor 24)
Marcus Plautius Silvanus lebte im 1. Jahrhundert und war ein Angehöriger der angesehenen römischen gens Plautia. Er war ein Sohn des gleichnamigen Konsuls von 2 v. Chr., bekleidete im Jahr 24 die Prätur und war als praetor urbanus für die ordentliche Gerichtsbarkeit in und um die Stadt Rom verantwortlich.
Im gleichen Jahr war seine zweite Ehefrau Apronia bei dem Sturz aus einem Fenster ums Leben gekommen. Lucius Apronius, der Vater der Verstorbenen, verdächtigte seinen Schwiegersohn des Gattenmordes und klagte ihn, wegen dessen hoher Stellung, direkt bei Kaiser Tiberius an. Vermutlich weil der Beschuldigte selber ein hohes Amt in der Judikative ausübte, leitete der Kaiser persönlich das Todesermittlungsverfahren ein. Er ließ Marcus Plautius Silvanus zwecks einer Stellungnahme vorführen. Hier erklärte der Witwer, dass sich seine Frau in suizidaler Absicht unbemerkt aus dem Fenster gestürzt hätte. Tiberius, der die Version für eine Schutzbehauptung hielt, suchte selbst die Tatörtlichkeit auf. Der erhobene Tatortbefund ließ auf eine gewalttätige Auseinandersetzung schließen und widersprach somit objektiv der Schilderung des Prätors. Der Kaiser teilte dem Senat, dem er zu dieser Zeit die Strafgerichtsbarkeit über Personen senatorischen Ranges als Standesprivileg zugestanden hatte, das belastende  Ermittlungsergebnis mit. 
Noch bevor sich ein Geschworenengericht unter dem Vorsitz eines amtierenden Konsuls konstituieren konnte, war Marcus Plautius Silvanus verstorben. Er hatte sich in Anbetracht seiner ausweglosen Lage die Adern öffnen lassen, nachdem er selbst dazu nicht in der Lage gewesen war. Zuvor war ihm durch seine politisch und gesellschaftlich einflussreiche Großmutter Urgulania ein Dolch zugestellt worden, der unmissverständlich die Aufforderung zum Selbstmord symbolisierte.
Gegen Numantina, die erste Ehefrau des Marcus Plautius Silvanus, wurde ein Folgeverfahren eingeleitet. Sie wurde beschuldigt, ihren geschiedenen Mann durch den Einsatz von Magie zur Tat getrieben zu haben. Der Prozess endete mit einem Freispruch.